# Iglesia de las Calatravas
La hoy conocida como iglesia de las Calatravas es un templo católico de la ciudad española de Madrid. Pertenece a las religiosas de la Orden de Calatrava y a sus caballeros en un porcentaje menor. Se trata de la única parte subsistente del antiguo convento de la Concepción Real, de las monjas comendadoras de la Orden de Calatrava, situado al comienzo de una de las vías más importantes de Madrid, la calle Alcalá, a escasa distancia de la Puerta del Sol. 
Esta privilegiada ubicación, unida al patrocinio de la realeza e importantes personalidades, convirtieron al convento en uno de los más importantes de la capital, a raíz de su establecimiento en la misma en el siglo XVII, razón por la cual la iglesia actual conserva un rico patrimonio artístico.

## Historia
La historia del convento está inseparablemente unida a la de la Orden Militar de Calatrava, fundada en el siglo XII para defender las posesiones cristianas del sur de la península de los ataques musulmanes, en el marco de la Reconquista.
Las órdenes militares, pese a su carácter guerrero y masculino, tuvieron pronto equivalentes femeninos, de carácter monacal, con el fin de acoger en los monasterios a las esposas e hijas de quienes partían a la guerra, y la vocación de ayudar mediante la oración y la penitencia a la misión de los caballeros cristianos. Surgieron de este modo las religiosas Comendadoras de Calatrava, como rama femenina de la Orden del mismo nombre. Por su propia naturaleza, los conventos de Comendadoras acabaron convirtiéndose en prestigiosos centros educativos para las hijas de la nobleza, y favorecidos de este modo por potentados de todo género. 

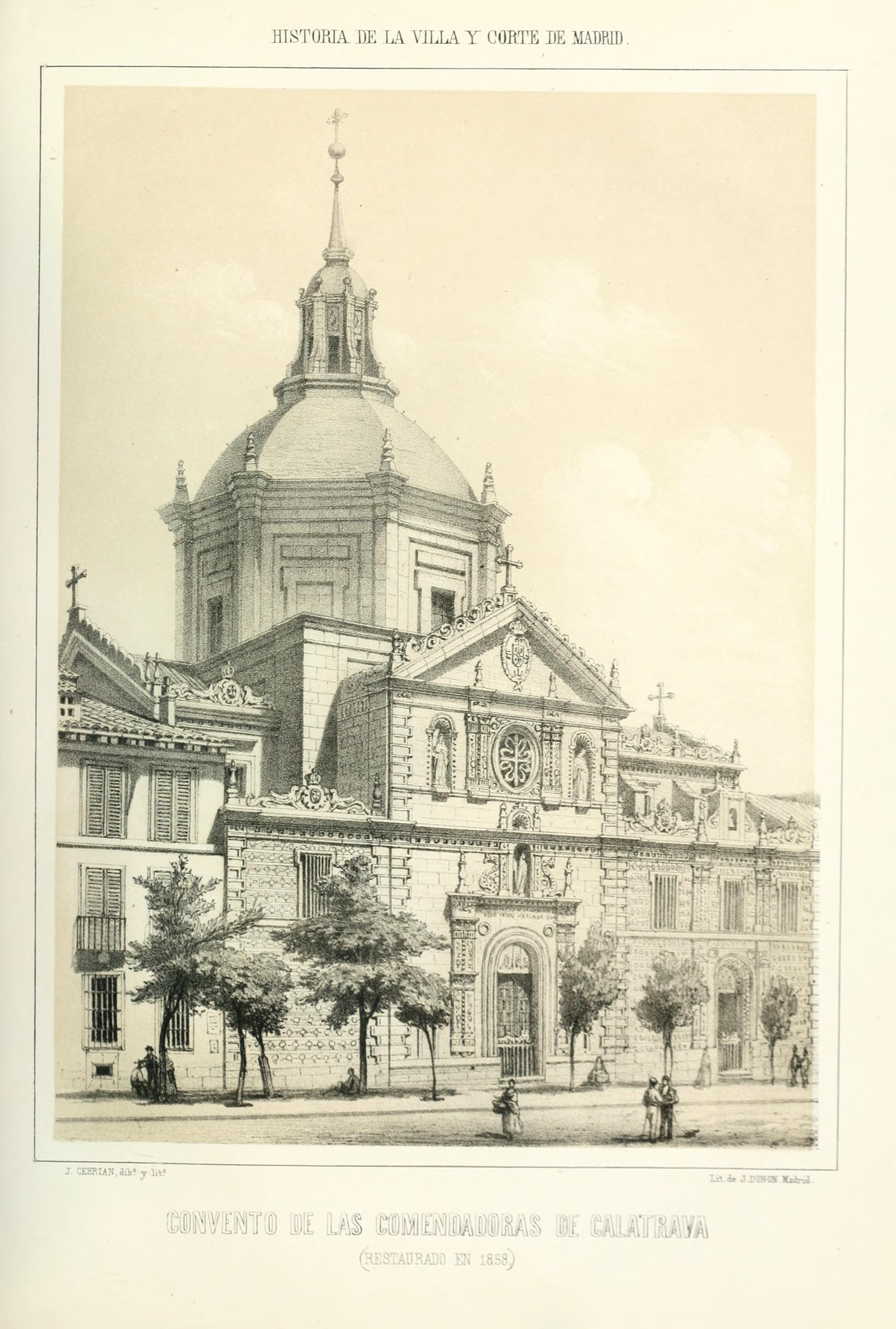
Convento de las Comendadoras de Calatrava en el tercer tomo de Historia de la Villa y Corte de Madrid (1863)

Las religiosas de Calatrava de Madrid habían ocupado primeramente un convento en Almonacid de Zorita (Guadalajara), localidad muy ligada a la historia de la Orden, pero en 1623, buscando cercanía de la Corte, trasladaron la casa a la capital por mandato de Felipe IV. Los edificios del convento y la iglesia se construyeron en esa época, convirtiéndose pronto en uno de los centros religiosos más populares y concurridos de Madrid. Como narra el periodista Ricardo Sepúlveda:

El convento de las Calatravas (que así le llaman las gentes), fue muy pronto un palacio de la Corte, por no decir un albergue suntuoso de la grandeza, donde se discutían, en capítulos de Caballeros, los asuntos de la Orden y se resolvían algunas cuestiones laicas, que tenían más que ver con las intrigas de las gentes que con las necesidades de la religión. El locutorio llegó a ser el primer salón de la Corte, y las Calatravas las primeras señoras que supieron recibir con modales finos a sus amigos. El trato era honesto y aristocrático. Olía a incienso y a ropa limpia, sin perder el dejo de los perfumes de las viviendas nobles.
Ricardo Sepúlveda en La Ilustración Española y Americana en 1888

Todo ese esplendor duró apenas dos siglos. Durante el Sexenio Democrático (1868-1874), se propuso derribar convento e iglesia, toda vez que desde la desamortización de Mendizábal (1836) la mayor parte de casas religiosas habían quedado vacías. Finalmente, aunque el edificio del convento fue destruido, se optó por conservar la iglesia, parece que gracias a la intervención de Manuel Silvela, aunque hay noticias confusas sobre este episodio, ya que no falta quien atribuye la acción a la duquesa de Prim o incluso a un militar caballero de la Orden, que mandó paralizar el derribo. A pesar del contenido romántico de las otras versiones, solamente existe constancia fehaciente de la sesión de Cortes de fecha 9 de marzo de 1870 en la que, tras un agrio debate, Manuel Silvela consiguió obtener del Gobierno la resolución de respetar la iglesia.

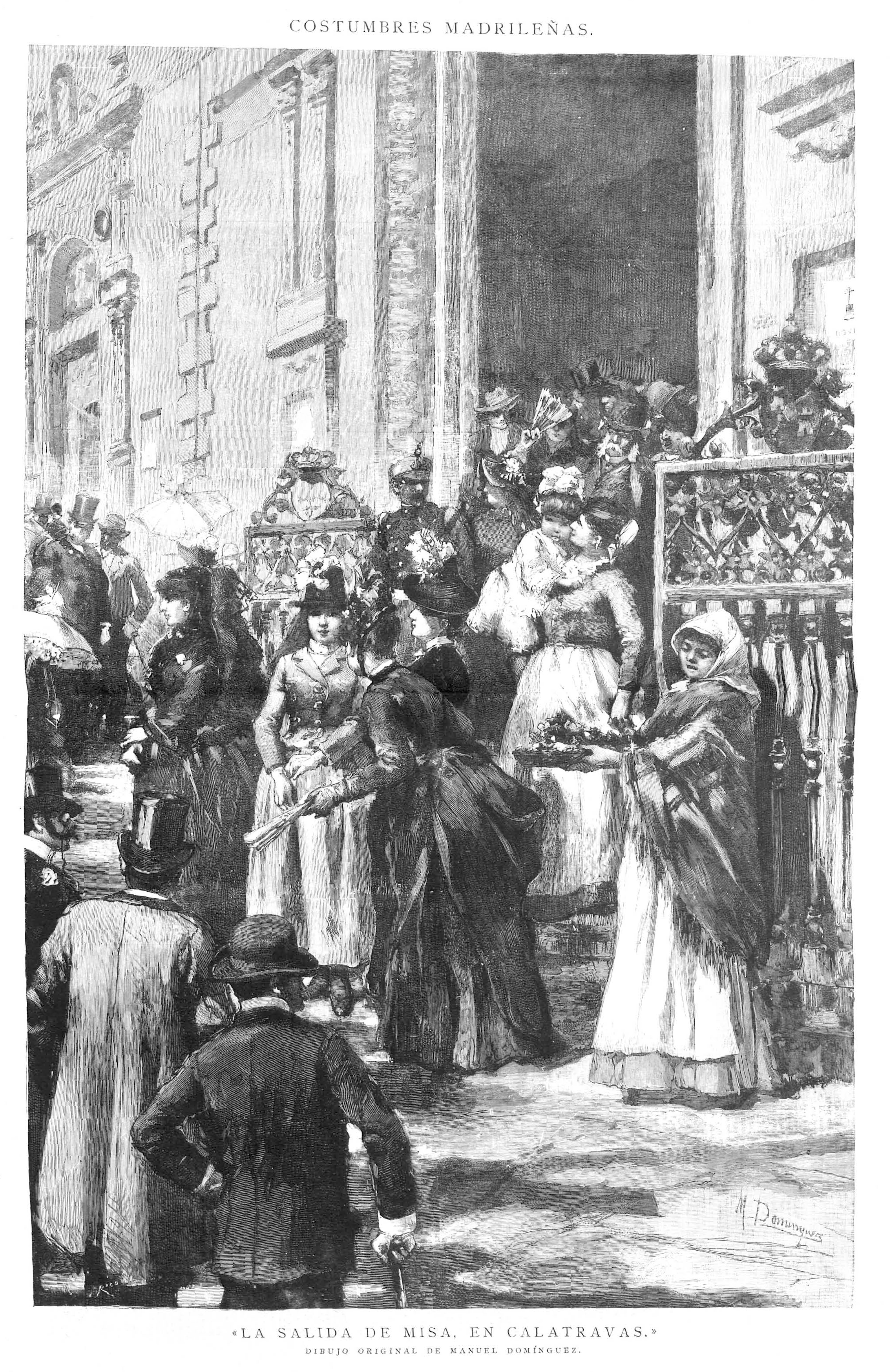
Salida de misa en Calatravas (La Ilustración Española y Americana, 1887)

Lo cierto es que de esta manera, se consiguió salvar una de las iglesias barrocas más destacadas del Madrid del siglo XVII, si bien, tras la desaparición del convento adyacente, el edificio quedó embutido en un cúmulo de edificaciones posteriores que rompen la armonía estética del exterior.
Convertida ya la iglesia conventual en parroquia, la suerte quiso que no sufriera demasiado los avatares de la Guerra Civil, conservando su interior casi intacto. Sin embargo, la falta de mantenimiento y el olvido institucional llevaron al monumento a un estado de grave deterioro durante las últimas décadas del siglo XX. Finalmente, gracias a la intervención de la Orden Militar de Calatrava, recién iniciado el siglo XXI, se acometió un ambicioso programa que contemplaba la intervención tanto en la parte externa del edificio (remodelación de cubiertas, limpieza de fachadas y recuperación del revoco original) como en el interior, que fue totalmente restaurado. La iglesia en su mayoría propiedad de las religiosas de la Orden Militar de Calatrava y de los caballeros en un porcentaje menor ha experimentado una reforma integral y se ha mantenido gracias a la labor de administración y gestión de los miembros. Actualmente, la iglesia se puede visitar fuera del horario de celebraciones litúrgicas. 

## El edificio
La iglesia responde a la tipología conventual del barroco español, caracterizada por la simplicidad volumétrica y decorativa. Parece que las trazas fueron obra de fray Lorenzo de San Nicolás, uno de los arquitectos más destacados del barroco cortesano del siglo XVII. El edificio fue concebido como parte de un conjunto de edificaciones, destacándose del mismo los volúmenes de la cúpula y el crucero, éste muy poco saliente. La destrucción de las estancias contiguas nos ha privado de una lectura comprensible del edificio, y de este modo la iglesia aparece hoy empequeñecida y casi anulada por el entorno, muy lejos de la concepción original en la que se preveía que la cúpula destacase poderosamente en la perspectiva de la calle Alcalá, como muestran algunas fotografías antiguas.
En planta, el edificio presenta una solución intermedia entre la solución basilical y el plan central. Esto se debe a que el transepto está enormemente desarrollado en anchura (aunque apenas se trasdose al exterior) y en altura (por la prominente presencia de la cúpula), dominando de este modo el espacio interior, que se organiza según el esquema de nave con crucero y capillas. Es llamativa la preferencia de las órdenes militares por los espacios centralizados, quizá como demanda o necesidad de ciertos ritos o ceremonias de los que se tiene constancia, como la investidura de nuevos caballeros.

### Exterior

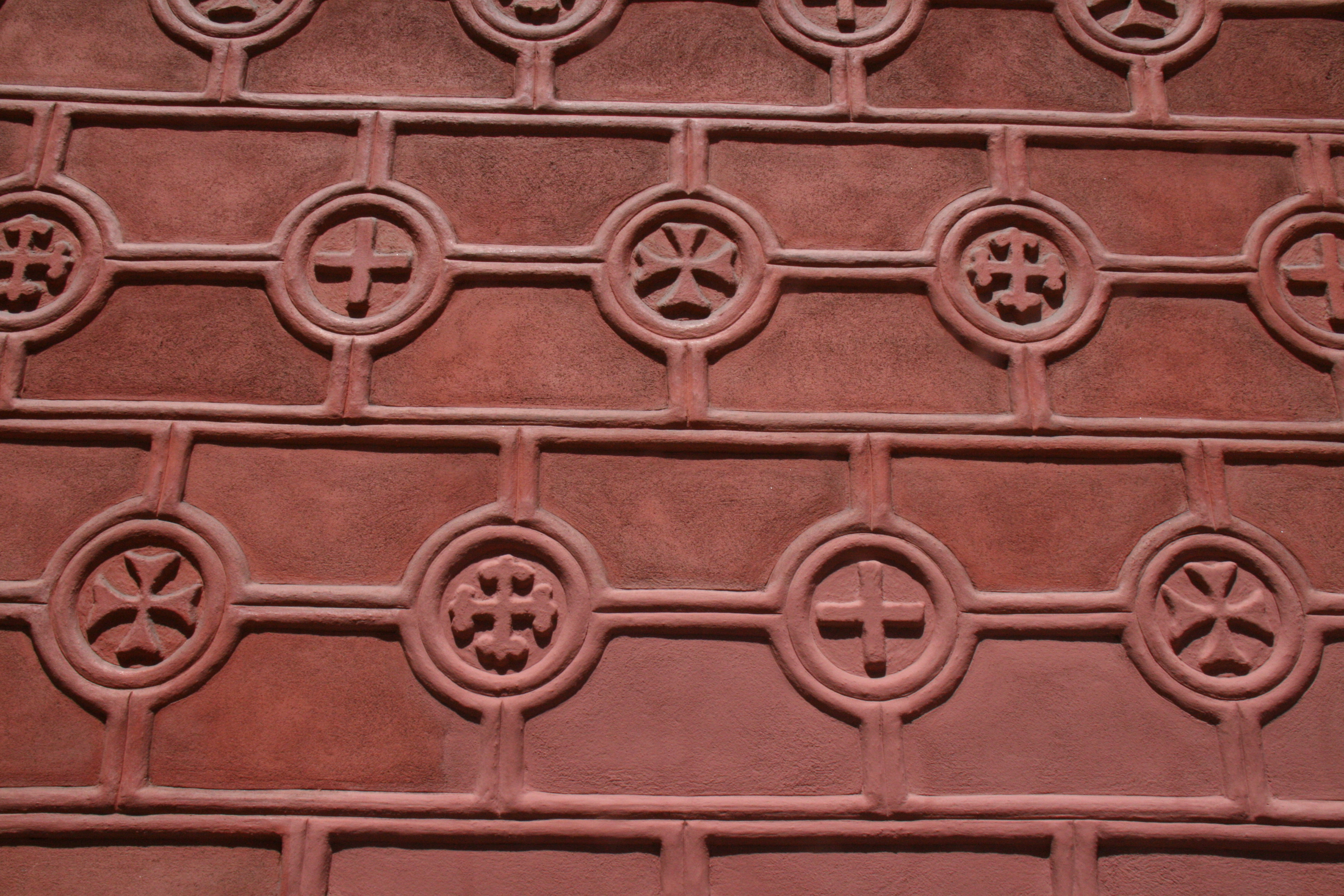
Detalle de la fachada de la calle de Alcalá

Es patente la influencia de los modelos escurialenses en la sobriedad general del edificio; la severidad original del exterior, sólo rota por sencillas molduras y decoración de placado, se transformó radicalmente en el siglo XIX, cuando el rey consorte Francisco de Asís mandó decorar todo el exterior de la iglesia a la moda romántica, según diseños del arquitecto Juan de Madrazo y Kuntz. De este modo, la fachada principal, recayente a la calle Alcalá, presenta hoy un recargado aspecto, con pilastras agrutescadas, veneras, almohadillado, esgrafiados, y un curioso cornisamento con grifos tenantes, todo ello de estilo neoplateresco que contrasta de modo chocante con la arquitectura. Muy llamativo es también el enfoscado de color carmesí que recubre las paredes, repuesto tras la última restauración. Omnipresente tanto al exterior como en el interior de la iglesia aparece la Cruz de Calatrava, muy visible en el rosetón que corona el ingreso, formado éste por un arco de medio punto flanqueado por pilastras muy planas con grutestos, rematando el conjunto una hornacina con una estatua de la Virgen.

### Interior

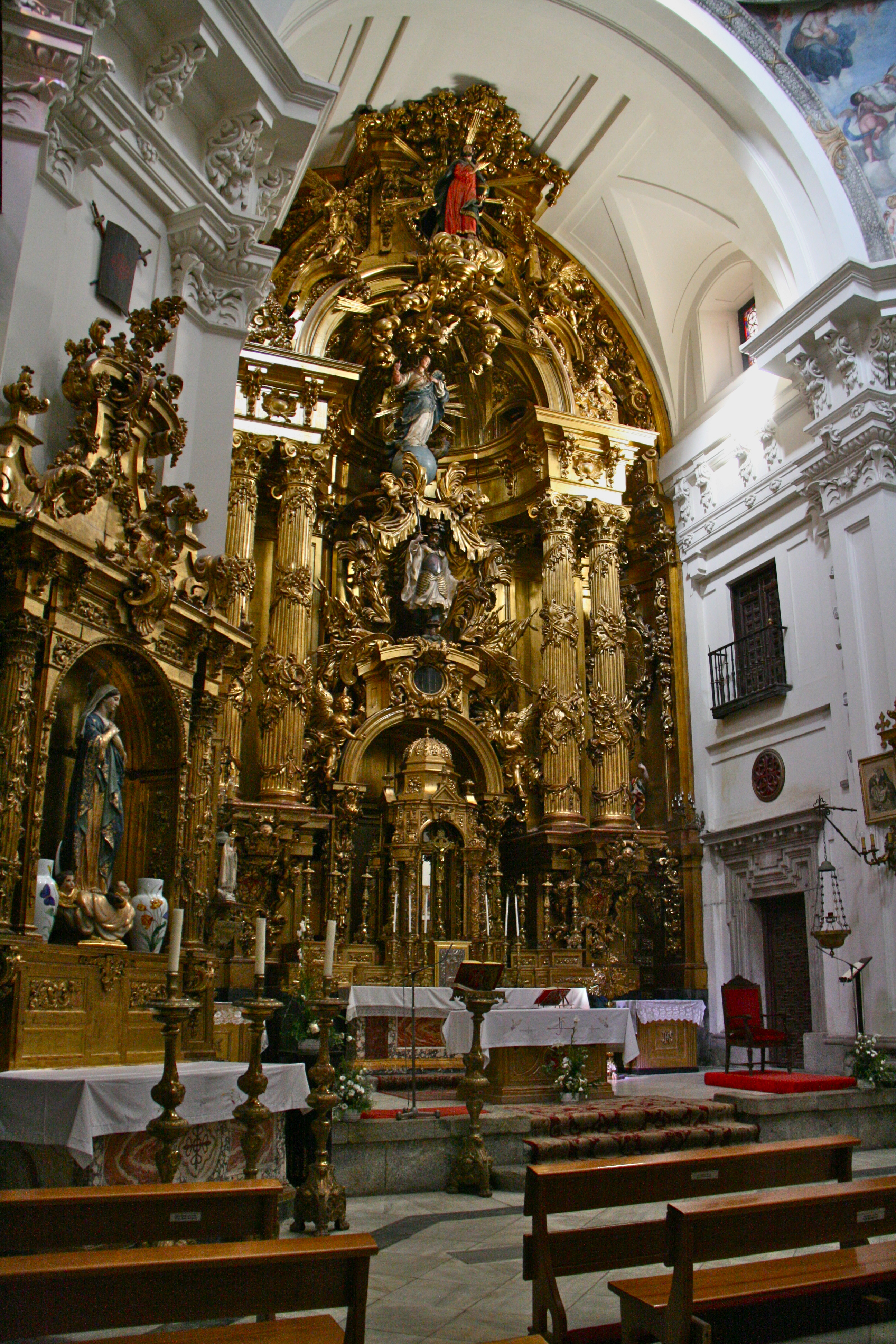
El retablo mayor, obra maestra del Barroco, obra de José de Churriguera

El interior de la iglesia se caracteriza por su luminosidad y exuberancia decorativa. La nave se cubre con bóveda de cañón con lunetos. Preside el espacio la cúpula, que si bien presenta tambor octogonal al exterior, es circular en el interior, sostenida por pechinas pintadas al fresco, y coronada por una media naranja con nervaduras. El coro se sitúa a los pies, en alto. La nave se estructura en tramos separados por elegantes pilastras que recuerdan al orden corintio; corona la misma una cornisa muy saliente sostenida por ménsulas pareadas. Es singular el espacio del crucero opuesto a la entrada principal, con una portada formada por vano y moldura quebrada, rematada por un magnífico escudo real sobremontado a la cruz de Calatrava y sostenido por dos ángeles mancebos, con dos leones a sus pies portando orbes, todo ello rodeado de guirnaldas de flores y el collar del Toisón de Oro. Se trata de una alegoría de la monarquía en su calidad de protectora del convento a la vez que administradora de la Orden.
El espacio de la capilla mayor es quizá la parte más destacada del templo. Ocupa el testero de la misma un espectacular retablo de madera dorada y policromada, que hace pendant con dos más pequeños situados en los machones del crucero, siendo todos ellos obra de José de Churriguera, realizados en la segunda década del siglo XVIII, y sin duda una de las obras más señaladas de este gran arquitecto. El retablo mayor constituye por sí solo una de las cumbres del Barroco español, al ser un perfecto ejemplo de la corriente denominada Barroco exaltado o churrigueresco. 
La arquitectura de retablo presenta una gran simplificación, desechando la tradicional división en calles y cuerpos o incluso cualquier ordenación geométrica estricta. En su lugar, el arquitecto dispone una monumental estructura en arco de triunfo, totalmente recubierta por una recargada decoración. En la zona inferior, destaca el tabernáculo, con forma de templete, flanqueado por dos ménsulas muy características del estilo de Churriguera. En el centro de la pieza, cobran protagonismo dos pares de columnas, enmarcando una especie de doselete con la imagen de san Raimundo de Fitero, fundador de la Orden de Calatrava, rodeada de banderolas y trofeos en alusión al carácter militar de esta. Culmina este espacio una escultura de la Inmaculada Concepción, patrona del convento, en una gloria de ángeles con la paloma del Espíritu Santo. Rematando el retablo, una imagen de Cristo con el orbe, acompañado de ángeles volanderos, querubines, ráfagas y guirnaldas. La inspiración de Churriguera en la arquitectura efímera, tan habitual en las fiestas de la Corte, se aprecia en el empleo de paños simulando telones, en el buscado contraste de volúmenes y en la confusión visual que genera la ausencia de límites espaciales. De esta manera aumenta el impacto estético, envolviendo al espectador en un juego perceptivo muy típico del Barroco que puede definirse con el adjetivo de teatral.